# Richard Whiteley
Pour les articles homonymes, voir Whiteley.
Richard Whiteley OBE DL , de son vrai nom John Richard Whiteley (né le 28 décembre 1943 à Bradford - décédé le 26 juin 2005 à Leeds) était un présentateur de télévision britannique. Il était l'un des deux présentateurs principaux de l'émission Countdown pendant 23 ans, avec Carol Vorderman. Il était d'abord présentateur de nouvelles sur ITV et avait sa propre émission Twice Nightly Whiteley. Avec toutes ses émissions, il détient le record pour le plus grand nombre d'apparitions et d'heures à la télé au Royaume-Uni – soit plus de 10 000 émissions. Il est mort en 2005 à cause d'une septicémie qui a provoqué une endocardite.

## Biographies
- Himoff!: The Memoirs of a TV Matinee Idle, Richard Whiteley (Londres, Orion Books, 2001)  (ISBN 0-7528-4345-1).
- Richard by Kathryn, Kathryn Apanowicz (Londres, Virgin Books, 2006)  (ISBN 1-85227-375-5).
- Countdown: Spreading The Word (Granada Media, 2001), Damian Eadie et Michael Wylie  (ISBN 0-233-99976-0).